# أوسكار سيرانو رودريغيز
أوسكار سيرانو رودريغيز (بالإسبانية: Óscar Serrano Rodríguez) (مواليد 30 سبتمبر 1981 في بلانيس - إسبانيا) لاعب كرة قدم إسباني يلعب حاليا لصالح نادي الدرجة الأولى ريسينغ سانتاندر الإسباني منذ 2005 في مركز الجناح الأيسر .

## روابط خارجية
- أوسكار سيرانو رودريغيز على موقع قاعدة بيانات كرة القدم.إي يو (الإنجليزية)
- أوسكار سيرانو رودريغيز على موقع Soccerway.com (الإنجليزية)
- أوسكار سيرانو رودريغيز على موقع AS.com (الإسبانية)